# 千住真理子
千住 真理子（せんじゅ まりこ、1962年4月3日 - ）は、日本のヴァイオリニスト。ジャパン・アーツ所属。レコードレーベルは、EMIミュージック・ジャパン（現：ユニバーサルミュージック）。慶應義塾大学文学部哲学科美学美術史学専攻卒業。血液型A型。東京都杉並区出身。
父は工学者で慶應義塾大学名誉教授の千住鎮雄。母はエッセイスト・教育評論家の千住文子。長兄は日本画家の千住博。次兄は作曲家の千住明。母方祖先に明治時代の医師角倉賀道、江戸時代初期の貿易商人角倉了以がいる。

## 略歴
音楽好きだった祖父母の影響で、生後2年3ヶ月から鷲見三郎にヴァイオリンを習うと同時に、奥裕子・鷲見康郎に師事する。11歳より江藤俊哉に師事する。慶應義塾幼稚舎時代の低学年まではほとんど練習をせず、コンクールに出ることもなかったが、1972年に第26回全日本学生音楽コンクール東京大会小学生の部で第2位になる。翌1973年、同コンクール東京大会、全国大会小学生の部で第1位を受賞した。1975年、第1回NHK若い芽のコンサートでNHK交響楽団と共演し、12歳でプロデビューする。1977年、15歳の時、第46回日本音楽コンクールを最年少で優勝した。1979年、17歳の時、第26回パガニーニ国際コンクールに最年少で入賞した（第4位）。
小学校時代からヴァイオリンの練習を日々何回か繰り返し、100回200回…と進め、12歳頃から「天才少女」と呼ばれてきたが、賞賛の陰では嫉妬やいじめを受け、また、学業との両立に悩んだりもした。慶應義塾女子高等学校時代には、これまで努力を繰り返してきたことと「天才であり続ける」こととのギャップに心身が悲鳴を上げた。そうした負担のために、20歳の時にヴァイオリンから離れ、楽器に全く触れることもなかった。大学は、音楽大学ではなく慶應義塾大学文学部に内部進学で進む。大学の講義を聴きながら自分探しにボランティア活動をしていたが、ホスピス訪問で「最後に千住真理子に会いたい」という末期患者を見舞い、奮起した。2年間のブランクを経て大学卒業後にはプロへの道を志した。その後、指揮者のジュゼッペ・シノーポリに認められ、1987年ロンドン、1988年ローマでデビューした。
コンサートやリサイタルの開催、テレビやラジオの出演の他、エッセイの執筆なども手がけ、幅広い分野で活躍している。1981年の少年ドラマシリーズ『星の牧場』（NHK総合）には「牧場の少女役」で出演した。
1990年代からは東京大学生産技術研究所橘秀樹教授研究室にて、研究員としてステージ・ホール音響の研究に参画した。1993年文化庁芸術作品賞、1994年村松賞、1995年モービル音楽賞（奨励賞）をそれぞれ受賞。
2度結婚・離婚し、現在は独身。

## 使用楽器
愛器は1716年製のストラディヴァリウスで、この楽器を個人で所有している者は2014年現在、世界で4人しかいない。千住が持つ「デュランティ」は、ストラディヴァリが製作してすぐにローマ教皇クレメンス14世に献上されたと伝わる。その後、フランスのデュランティ家に約200年間所蔵され、次にスイスの富豪の手に渡ったが、その約80年後の2002年にその富豪が演奏家のみを対象に売りに出し、千住家が2億円から3億円（正確な金額は非公表）で購入した。
約300年間誰にも弾かれずに眠っていた幻の名器とされている。この300年は、「城に隠され演奏家が弾くことはなかった」と2011年にNHKの番組（イタリア特集）で紹介された。
母・千住文子の著書『千住家にストラディヴァリウスが来た日』によれば、真理子のストラディヴァリウス購入に際し次兄・明が「僕が何とかする」と言って、ニューヨーク在住の長兄・博と連携して金銭を必死に集めたという。
ストラディヴァリウスは非常にデリケートで、湿度が高いと壊れてしまう。そのため、千住の自宅では、ストラディヴァリウスをヴァイオリン・ケースに入れ、さらに室内に湿度計を3つ置いて湿度をチェックしながら、大切に保管している。室内の温度は23度プラスマイナス5度、湿度30％〜40％に保つようにしているという。
千住は世界での演奏のためにストラディヴァリウスを飛行機で運ぶときは、ストラディヴァリウスのために飛行機の座席を1人分用意し、ストラディヴァリウスにシートベルトをかけて、さらにクッションを敷いて置いている。
また2020年9月17日（木）午前9:05～午前9:55（50分）にNHKラジオ第1放送で放送された『らじるラボ 9時台「表現者たち」』のゲスト出演において、ストラディヴァリウス「デュランティ」を弾きこなすためには絶対的な体力が必要で、そのために各部の筋力トレーニングはもちろんのこと、毎朝生卵を3つ生飲みする習慣がついたと語った。

## アルバム
ビクターエンタテインメント
- メンデルスゾーン&チャイコフスキー：ヴァイオリン協奏曲（1986年4月21日）
- チゴイネルワイゼン / 詩曲（1987年5月21日）
- ヴィヴァルディ：四季（1989年4月21日）
- ラロ：スペイン交響曲 / サン・サーンス：ヴァイオリン協奏曲第3番（1990年4月21日）
- モーツァルト：ヴァイオリン協奏曲選集I（1991年5月21日）
- モーツァルト：ヴァイオリン協奏曲選集II（1991年5月21日）
- ドヴォルザーク&ブルッフ：ヴァイオリン協奏曲（1992年6月21日）
- イザイ：無伴奏ヴァイオリン・ソナタ（1993年9月22日）
- バッハ：無伴奏ヴァイオリンのためのソナタとパルティータ（1995年1月21日）
- パガニーニ：24のカプリース（1996年10月9日）
- 美しきロスマリン〜クライスラー名曲集（1997年9月22日）
- フォーシーズン〜千住真理子ベスト・セレクション（1998年3月21日）
- ベートーヴェン：スプリング・ソナタ（1998年9月23日）
- 〈デビュー25周年特別企画〉千住真理子 無伴奏ヴァイオリンの世界（2000年3月23日）
- ナポリに響くアリア（2000年3月23日）
- ベートーヴェン&メンデルスゾーン：ヴァイオリン協奏曲（2000年12月16日）
- シベリウス&チャイコフスキー：ヴァイオリン協奏曲（2001年10月24日）
- ベスト・コレクション（2004年6月23日）

EMIミュージック・ジャパン
- カンタービレ〜歌うように（2003年8月27日）
- 愛の夢（2004年4月21日）
- 千住真理子 プレイズ 千住明「四季」（2004年11月25日）
- 愛のコンチェルト（2005年9月7日）
- ドルチェ（2007年1月10日）
- G線上のアリア（2007年11月14日）
- ヴィヴァルディ：ヴァイオリン協奏曲集「四季」（2009年2月18日）
- 心に残る3つのソナタ 〜フランク、フォーレ&モーツァルト・ヴァイオリン・ソナタ集〜（2010年1月27日）
- Senju Plays Senju KIZUNA（2010年4月21日）
- 日本のうた（2011年10月26日）
- アヴェ・マリア（2011年11月16日）

ユニバーサルミュージック
- 愛のクライスラー（2012年12月12日）
- SENTIMENTAL WALTZ（2013年11月27日）
- 千住真理子ベスト（2014年11月26日）
- 心の叫び ～イザイ：無伴奏ヴァイオリン・ソナタ全曲（2015年01月14日）
- 平和への祈り～バッハ：無伴奏ヴァイオリン 全曲（2015年02月18日）
- MARIKO plays MOZART（2016年04月27日）
- ドラマティック・ブラームス（2017年05月31日）
- 心の叫び ～イザイ：無伴奏ヴァイオリン・ソナタ全曲 完全版[8]（2020年03月04日）

## 参加したアルバム
- 火の鳥2772 愛のコスモゾーン（1980年3月10日）
- マインド・オブ・ユニバース（1991年3月21日）（録音：1984年）
- バック・トゥ・ジ・アース（1991年3月21日）（録音：1986年）
- 世紀末の詩 オリジナルサウンドトラック（1998年11月6日）
- ほんまもん（2001年11月28日）
- 雪の女王（2005年6月15日）
- この胸いっぱいの愛を（2005年10月5日）
- クラシカル・ナウ2008（2008年1月1日）
- ショパン・メロディーズ（2010年7月28日）
- クラシカル・ナウ2012（2011年12月21日）

## TVレギュラー出演
- 『ワールドネットワーク 世界はいま』（NHK／1986年）磯村尚徳と共にキャスターを務め、世界の著名人にインタビューを行う。
- 『バイオリンは友だち』（NHK／1998年8月6日 - 11月2日）中西俊博（ポピュラーバイオリン担当）とバイオリンレッスンを毎回違う生徒に指導。千住真理子はクラシックの指導を担当した。
- 『ボランティアまっぷ』（NHK教育／1999年4月8日 - 2000年3月30日）

## TV出演
- NHK少年ドラマシリーズ『星の牧場』（1981年11月2日 - 3日） - 牧場の少女（花子）役
- メレンゲの気持ち（2014年3月15日、日本テレビ）
- きらり!えん旅（2014年8月20日、NHK BSプレミアム）（宮城県宮城郡七ヶ浜町へ）
- 人生が変わる1分間の深イイ話（2018年2月12日・2019年1月28日・5月27日ほか、日本テレビ）
- たけしのニッポンのミカタ!（2018年4月13日、テレビ東京）
- おしゃべりオジサンとヤバイ女（2018年8月11日、テレビ東京）
- おんがく交差点（2018年9月8日、BSジャパン）
- サワコの朝（2019年11月9日、毎日放送・TBSテレビ）
- 踊る!さんま御殿!!（2021年9月7日、日本テレビ）「最強せっかち軍団vsのんびり軍団」
- 上田と女が吠える夜（2022年11月30日、日本テレビ）「1分1秒もムダにしたくない!効率命で生きる女」

✳︎徹子の部屋　（2025年3月12日）

## ラジオ出演
- NHK-FM DJクラシック『千住真理子の“恋するバイオリン”』不定期（- 2018年3月30日）[9]
- NHKラジオ第1放送 ラジオ深夜便 『ミッドナイトトーク』（2015年4月 - 2017年2月）
- NHK-FM『オイストラフ変奏曲』（2018年12月25日 - 28日）
- NHK-FM『ジネット・ヌヴー変奏曲』（2019年8月5日 - 8日）
- らじるラボ 9時台「表現者たち」（2020年9月17日 午前9:05～午前9:55(50分) ）
- NHKラジオ第1放送ラジオ深夜便「明日へのことば『５０年、その先をみつめて』」（2025年1月14日午前4:05〜）
- TBSラジオ コシノジュンコMASACA （2025年1月26日、2月2日 17:00 - 17:30）[10][11][12]

## 著書
- ふだん着でトーク（音楽之友社、1989年10月）ISBN 4276211859
- 生命が音になるとき―不思議なヴァイオリン（オーム社、1995年4月）ISBN 4274022846
- 聞いて、ヴァイオリンの詩（時事通信社、2000年11月1日）ISBN 4788700751
- 千住真理子とコンサートへ行こう（旬報社、2006年12月25日）ISBN 4845110024
- 歌って、ヴァイオリンの詩 2（時事通信出版局、2009年8月1日）ISBN 4788709716
- ヴァイオリニスト 20の哲学（ヤマハミュージックエンタテインメントホールディングス、2014年11月21日）ISBN 463690446X
- ヴァイオリニストは音になる（時事通信社、2015年7月31日）ISBN 4788714167

## 関連書籍
- 千住文子、千住真理子『母と娘の協奏曲』（時事通信出版局、2005年、ISBN 4788705540）
- 千住文子『千住家の教育白書』（時事通信社、2001年、ISBN 4788701685 / 新潮文庫、2005年、ISBN 4101210314）
- 千住文子『千住家にストラディヴァリウスが来た日』（新潮社、2005年、ISBN 4103002115 / 新潮文庫、2008年、ISBN 4101210322）
- 千住文子『千住家の命の物語』（新潮社、2009年、ISBN 4103002123）
- 千住文子、千住真理子『命の往復書簡2011～2013 母のがん、心臓病を乗り越えて』（文藝春秋、2013年、ISBN 4163763104）